# Sanne Landvreugd
Sanne Berith Landvreugd (Curaçao, 30 mei 1976) is een Nederlandse saxofoniste.

## Levensloop
Landvreugd, dochter van een Surinaamse vader en Nederlandse moeder, werd opgeleid aan het Conservatorium van Amsterdam en dat van Rotterdam, waar zij in 2007 afstudeerde bij onder anderen jazzmusicus Benjamin Herman.
Naast de jazz, free jazz (Kenny Garrett) en funk waarin zij inspiratie vond, speelde zij ook Surinaamse muziek (kaseko) en zelfs een enkele maal klassiek.
Landvreugd richtte zelf de bands Sky Dive en Brass Babes op en speelde in tal van ensembles en met tal van muzikanten (onder meer Candy Dulfer, Pablo Nahar) en met dj's (onder meer DJ Maestro). Bovendien speelde zij een seizoen mee in de band van cabaretière Tineke Schouten. Landvreugd is het enige vrouwelijke lid van de 18 koppen tellende Fra Fra Big Band.
Zij trad op bij alle grote Nederlandse jazzfestivals en bij muziekfestivals in onder andere Duitsland, België, Italië en Suriname. Verder nam zij deel aan verschillende projecten, onder meer De stilte van het woord van de Tiri-band van Dave MacDonald op teksten van R. Dobru, Trefossa en Shrinivási, en zij componeerde op tekst van Astrid Roemer voor de Roemer-hommage die cineaste Cindy Kerseborn in 2015 organiseerde in het Amsterdamse Compagnietheater.
Landvreugd nam muziek op met haar eigen groepen, maar zij is ook te horen op de cd With the Spirit of Life (2013) van de Fra Fra Big Band.